# 이선영 (건축가)
이선영(李善英, 1962년 10월 10일~)은 대한민국의 건축가이다.